# Wereldbeker schaatsen 2016/2017 - Wereldbeker 5
De wereldbeker schaatsen 2016/2017 wereldbeker 5 was de vijfde wedstrijd van het wereldbekerseizoen en vond plaats van 27 tot en met 29 januari op de ijsbaan Sportforum Hohenschönhausen Berlijn, Duitsland.

## Tijdschema
| Datum               | Tijd (CET) | Onderdeel                                                                        |
| ------------------- | ---------- | -------------------------------------------------------------------------------- |
| Vrijdag 27 januari  | 15:05      | 1e 500 m vrouwen 1e 500 m mannen 1e 500 m mannen 1e 1000 m vrouwen 1500 m mannen |
| Zaterdag 28 januari | 12:50      | 2e 500 m vrouwen 1e 1000 m mannen 5000 m mannen 1500 m vrouwen                   |
| Zondag 29 januari   | 14:00      | 2e 500 m mannen 2e 1000 m vrouwen 2e 1000 m mannen 3000 m vrouwen                |

## Podia

### Mannen
| Wedstrijd          | Goud                        | Tijd       | Zilver                                | Tijd    | Brons                                 | Tijd    |
| 1e 500 m           | Nico Ihle Duitsland         | 34,83      | Yuma Murakami Japan                   | 34,97   | Jan Smeekens Nederland                | 35,02   |
| 2e 500 m           | Roeslan Moerasjov Rusland   | 34,81      | Ronald Mulder Nederland               | 34,87   | Kai Verbij Nederland                  | 34,98   |
| 1e 1000 m          | Kjeld Nuis Nederland        | 1.08,25 BR | Kai Verbij Nederland                  | 1.08,84 | Håvard Holmefjord Lorentzen Noorwegen | 1.09,03 |
| 2e 1000 m          | Kai Verbij Nederland        | 1.09,08    | Håvard Holmefjord Lorentzen Noorwegen | 1.09,23 | Nico Ihle Duitsland                   | 1.09,31 |
| 1500 m             | Kjeld Nuis Nederland        | 1.45,94    | Denis Joeskov Rusland                 | 1.46,03 | Peter Michael Nieuw-Zeeland           | 1.46,87 |
| 5000 m             | Ted-Jan Bloemen Canada      | 6.15,84    | Peter Michael Nieuw-Zeeland           | 6.16,65 | Jorrit Bergsma Nederland              | 6.17,99 |
| Sprintcombinatie   | Kai Verbij Nederland        | 69,400     | Nico Ihle Duitsland                   | 69,485  | Håvard Holmefjord Lorentzen Noorwegen | 69,575  |
| Allroundcombinatie | Peter Michael Nieuw-Zeeland | 73,288     | Sverre Lunde Pedersen Noorwegen       | 73,692  | Patrick Roest Nederland               | 73,750  |

### Vrouwen
| Wedstrijd          | Goud                             | Tijd    | Zilver                     | Tijd    | Brons                            | Tijd    |
| 1e 500 m           | Nao Kodaira Japan                | 37,43   | Karolína Erbanová Tsjechië | 38,12   | Olga Fatkoelina Rusland          | 38,36   |
| 2e 500 m           | Nao Kodaira Japan                | 37,57   | Karolína Erbanová Tsjechië | 38,28   | Heather Bergsma Verenigde Staten | 38,43   |
| 1e 1000 m          | Heather Bergsma Verenigde Staten | 1.15,42 | Nao Kodaira Japan          | 1.15,49 | Jorien ter Mors Verenigde Staten | 1.15,62 |
| 2e 1000 m          | Heather Bergsma Verenigde Staten | 1.15,08 | Marrit Leenstra Nederland  | 1.15,45 | Karolína Erbanová Tsjechië       | 1.15,50 |
| 1500 m             | Ireen Wüst Nederland             | 1.55,85 | Marrit Leenstra Nederland  | 1.56,12 | Martina Sáblíková Tsjechië       | 1.56,36 |
| 3000 m             | Ireen Wüst Nederland             | 4.01,77 | Martina Sáblíková Tsjechië | 4.02,38 | Anna Joerakova Rusland           | 4.04,64 |
| Sprintcombinatie   | Nao Kodaira Japan                | 75,175  | Karolína Erbanová Tsjechië | 75,870  | Heather Bergsma Verenigde Staten | 75,970  |
| Allroundcombinatie | Ireen Wüst Nederland             | 78,911  | Martina Sáblíková Tsjechië | 79,182  | Antoinette de Jong Nederland     | 80,256  |